# Pont en bois (Crest)
Pour l’article homonyme, voir Pont en bois.
Le pont en bois  est un pont à poutres  traversant la rivière Drôme dans la ville de Crest dans le département de la Drôme. C'est le plus grand pont en bois de France.

## Caractéristique
C'est un pont routier à deux voies constitué de piliers en béton surmontés d'un tablier en chêne et de Douglas. Le tablier est tenu par quatre poutres fabriquées avec la technique du lamellé-collé. Il accepte des véhicules jusqu'à 3,5 tonnes. Il a coûté un tiers plus cher qu'un pont en béton (1,5 million d'euros).

## Histoire
En 1996, la ville de Crest, en rapport avec la loi sur l'air et l'utilisation rationnelle de l'énergie décide de créer un pont en bois pour relier les deux rives de la Drôme. Le fait d'utiliser du bois permet de stocker du dioxyde de carbone. Il remplace un pont métallique de type Bailey crée en 1978.

## Prix
Le pont reçoit le prix Territoria 2001 donné par l'observatoire national de l'innovation publique.

## Timbre
Un timbre est émis le concernant en 2011.